# Vice-président de la République gabonaise
Le poste de vice-président du Gabon est une fonction relevant du pouvoir exécutif au Gabon. 
Il a existé de 1960 à 1975 et depuis 1997.

## Histoire

### Origines du poste
En 1966, une modification constitutionnelle fait du vice-président de la République l'automatique successeur du président en cas de vacance du pouvoir. Albert-Bernard Bongo, est nommé vice-président en 1966, dans l'espoir qu'il puisse remplacer Léon Mba, qui était malade. Ce dernier meurt en novembre 1967. En avril 1975, le poste de vice-président est aboli et ses fonctions sont attribuées au Premier ministre.

### Restauration du poste
Le poste de vice-président est restauré en 1997 comme un poste désigné par le président de la République gabonaise. Le vice-président est depuis lors une sorte de président adjoint, mais pas le successeur constitutionnel du président en cas de vacance du pouvoir, celui-ci étant le président du Sénat. Le président Ali Bongo Ondimba abolit le poste en octobre 2009. Il le restaure en 2017 en nommant au poste Pierre Claver Maganga Moussavou, poste que ce dernier occupe jusqu'en 2019. Le poste reste vacant trois ans avant la nomination de Rose Christiane Ossouka Raponda qui devient la première femme à occuper ces fonctions en 62 ans d'existence.

## Liste
| N°                                        | Portrait | Titulaire (Naissance-mort)              | Mandat            | Mandat        | Mandat                   | Parti politique | Parti politique |
| N°                                        | Portrait | Titulaire (Naissance-mort)              | Début             | Fin           | Durée                    | Parti politique | Parti politique |
| ----------------------------------------- | -------- | --------------------------------------- | ----------------- | ------------- | ------------------------ | --------------- | --------------- |
| 1                                         |          | Paul Marie Yembit (1917-1979)           | 1960              | novembre 1966 | 6 ans                    |                 | BDG             |
| 2                                         |          | Albert-Bernard Bongo (1935-2009)        | novembre 1966     | novembre 1967 | 1 an                     |                 | BDG             |
| 3                                         |          | Léon Mébiame (1934–2015)                | 1968              | avril 1975    | 7 ans                    |                 | PDG             |
| Poste supprimé (avril 1975–mai 1997)      |          |                                         |                   |               |                          |                 |                 |
| 4                                         |          | Didjob Divungi Di Ndinge (1946–)        | mai 1997          | octobre 2009  | 12 ans et 5 mois         |                 | ADERE           |
| Poste non pourvu (octobre 2009–août 2017) |          |                                         |                   |               |                          |                 |                 |
| 5                                         |          | Pierre Claver Maganga Moussavou (1952-) | 21 août 2017      | 21 mai 2019   | 1 an et 9 mois           |                 | PSD             |
| Poste non pourvu (mai 2019–janvier 2023)  |          |                                         |                   |               |                          |                 |                 |
| 6                                         |          | Rose Christiane Ossouka Raponda (1963-) | 9 janvier 2023    | 30 août 2023  | 7 mois et 21 jours       |                 | PDG             |
| –                                         |          | Joseph Owondault Berre (1945-)          | 11 septembre 2023 | 3 mai 2025    | 1 an, 7 mois et 22 jours |                 | PDG             |
| 7                                         |          | Séraphin Moundounga (1964-)             | 5 mai 2025        | en fonction   | 2 mois et 27 jours       |                 | PDG             |